# Pristimantis caeruleonotus
Pristimantis caeruleonotus är en groddjursart som beskrevs av Lehr, Aguilar, Siu-Ting och Juan Carlos Jordán 2007. Pristimantis caeruleonotus ingår i släktet Pristimantis och familjen Strabomantidae. IUCN kategoriserar arten globalt som otillräckligt studerad. Inga underarter finns listade i Catalogue of Life.